# Pęcherzyk

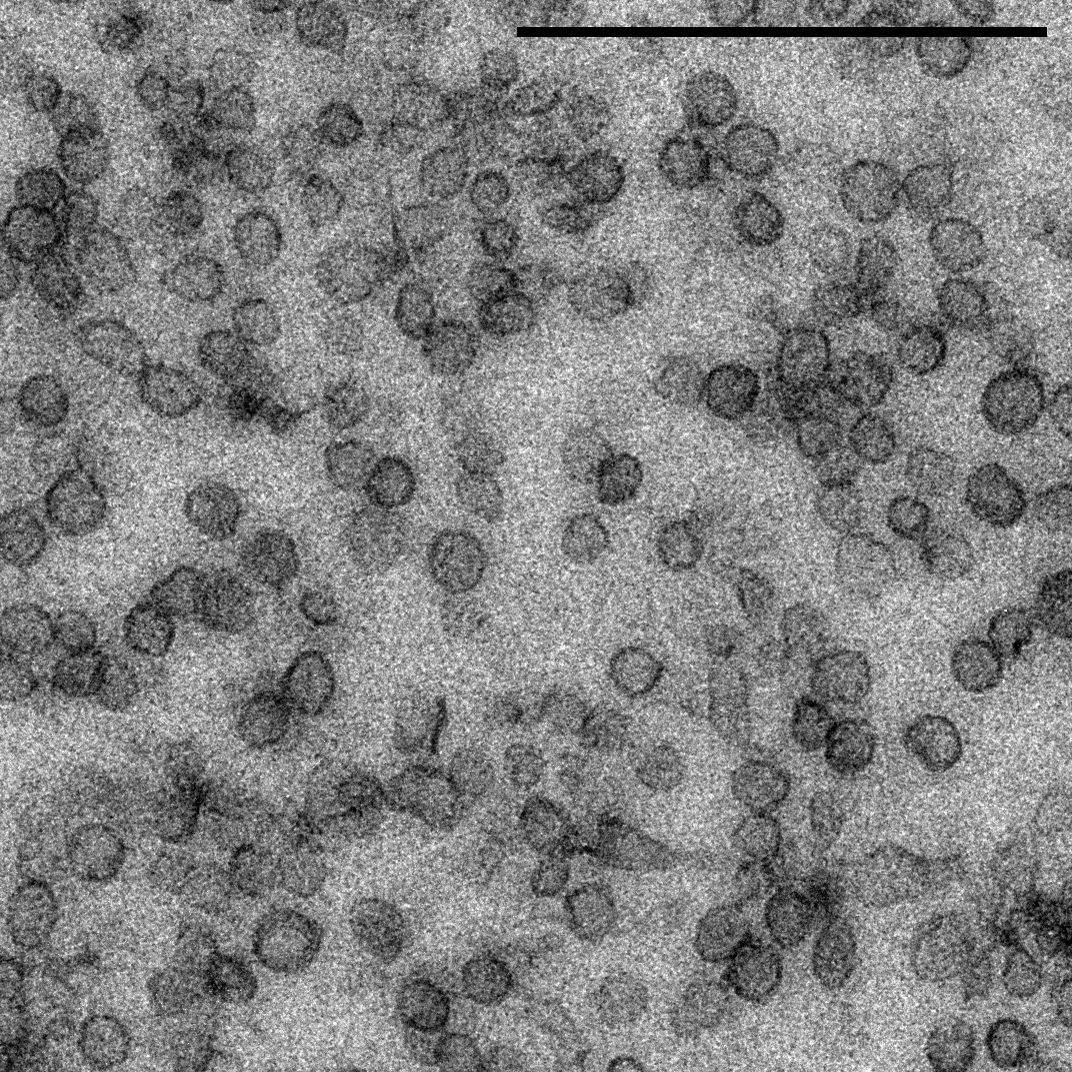
Pęcherzyki wydzielnicze wyizolowane z drożdży piekarniczych i zwizualizowanych za pomocą mikroskopii elektronowej. Czarny pasek odpowiada długości 1000 nm

W biologii komórki, pęcherzyki to niewielkie, zamknięte kompartmenty, ograniczone od otoczenia co najmniej jedną dwuwarstwą lipidową. Te otoczone pojedynczą błoną, nazywa się pęcherzykami jednowarstwowymi (ang. unilamellar vesicles), a otoczone większą ilością błon wielowarstwowymi (ang. multilamellar vesicles). Błona pęcherzyków w komórce zapewnia oddzielenie wnętrza pęcherzyka od otoczenia, za czym może iść stworzenie zupełnie odrębnych warunków biochemicznych.

W pęcherzykach są przechowywane, transportowane, trawione lub modyfikowane, wydzielane i wchłaniane przeróżne substancje uczestniczące w funkcjonowaniu komórek żywych. Odpowiednie zespoły pęcherzyków są podstawą organizacji transportu komórkowego, zarówno substancji rozpuszczalnych w cytozolu, jak i tych związanych bezpośrednio z samą błoną (w tym transport składników błony). Transport pęcherzykowy zapewnia też możliwość sortowania transportowanych substancji zależnie od ich przeznaczenia, a zatem jest jednym z mechanizmów wpływających na asymetrię, czy też polaryzację komórek żywych.
Transport pęcherzykowy zapewnia też komunikację pomiędzy różnymi organellami (na przykład siateczką śródplazmatyczną, a aparatem Golgiego, czy aparatem Golgiego, a błoną komórkową).
Pęcherzyki zewnątrzkomórkowe są cząsteczkami otoczonymi dwuwarstwą lipidową, które są wytwarzane przez całe spektrum organizmów żywych od złożonych eukariontów, poprzez bakterie Gram-ujemne i dodatnie, mykobakterie i grzyby.

## Niektóre typy pęcherzyków

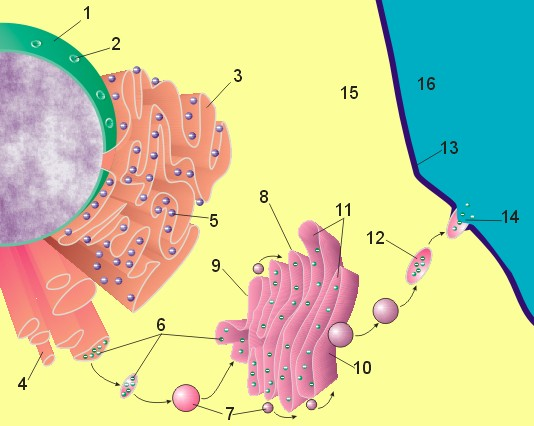
Schemat przebiegu pęcherzykowego szlaku wydzielniczego. 1 Otoczka jądrowa
2 Por jądrowy
3 Szorstkie RE
4 Gładkie RE
5 Rybosom związany z RE
6 Makrocząsteczki
7 Pęcherzyki transportujące
8 Aparat Golgiego
9 Cis strona AG
10 Trans strona AG
11 Cysterny AG
12 Pęcherzyk wydzielniczy
13 Błona komórkowa
14 Fuzjujący pęcherzyk uwalniający swoją zawartość
15 Cytoplazma
16 Środowisko zewnętrzne

Co znamienne, pęcherzyki mogą pełnić kilka z poniżej wymienionych funkcji jednocześnie.
- pęcherzyki transportujące – transportujące w swoim wnętrzu składniki rozpuszczalne, a w swojej błonie składniki błonowe (na przykład białka błonowe czy fosfolipidy błony) pomiędzy różnymi kompartmentami komórki. Transport może odbywać się w kierunku do błony komórkowej, na przykład od retikulum endoplazmatycznego, poprzez aparat Golgiego na powierzchnię, w którym uczestniczą pęcherzyki wydzielnicze (ang. anterograde transport – transport postępowy, naprzód), ale i do wnętrza komórki (ang. retrograde transport – transport wsteczny) na przykład z błony do aparatu Golgiego (np. recykling receptorów). Zależnie od transportowanych substancji (zwanych cargo), mogą być różnie nazywane – na przykład chitosomy[4] to pęcherzyki odpowiedzialne za transport enzymu (syntaza chitynowa) uczestniczącego w syntezie ściany komórkowej wielu grzybów.
  - pęcherzyki synaptyczne – wyspecjalizowane pęcherzyki transportujące, występujące w neuronach i odpowiedzialne za przechowywanie i transport neurotransmiterów.
  - endosomy i egzosomy – to także wyspecjalizowane pęcherzyki transportujące tworzone na szlakach wydzielania i wchłaniania komórkowego.
- lizosomy – wyspecjalizowane pęcherzyki trawienne, w których trawione są substancje pobrane przez komórkę ze środowiska zewnętrznego na drodze endocytozy.
- pęcherzyki macierzy – zlokalizowane poza obrębem komórki, w przestrzeni pozakomórkowej lub macierzy komórkowej. Po raz pierwszy odkryte w 1967 przy użyciu mikroskopu elektronowego przez dwa niezależne zespoły H. Clarka Andersona[5] oraz Ermanno Bonucci[6]. Te pęcherzyki pochodzenia komórkowego są wyspecjalizowane w inicjacji mineralizacji macierzy w różnych tkankach, takich jak kość, chrząstka czy zębina.

## Opłaszczenie pęcherzyków
Białka opłaszczające pęcherzyki transportowe mają za zadanie utrzymanie odpowiedniej krzywizny błony pęcherzyka, powstrzymanie jej przed fuzją z innymi błonami, aż do czasu dotarcia do miejsca docelowego, a także rozpoznanie cargo, jak i receptorów docelowych. Cargo jest rozpoznawane na podstawie swoich sekwencji kierujących lub innych sygnałów sortowania (na przykład glikozylacja). Po związaniu przez białka płaszcza, cargo jest utrzymywane w pęcherzyku, aż do czasu uwolnienia przy jego fuzji z błoną docelową. Opłaszczenie jest także odpowiedzialne za inicjowanie i przebieg procesu fuzji z błoną docelową.
Są trzy główne typy opłaszczania pęcherzyków: klatrynowy, COPI i COPII, które funkcjonują na różnych szlakach transportowych w komórkach. I tak pęcherzyki klatrynowe występują głównie w transporcie pomiędzy aparatem Golgiego i błoną komórkową, AG i endosomami oraz błoną komórkową i endosomami (biorą udział także w pomniejszych szlakach transportowych, pomiędzy innymi kompartmentami). Pęcherzyki COPI to głównie transport od AG do retikulum, podczas gdy COPII z retikulum do AG. W niektórych szczególnych wypadkach nie wyklucza się istnienia innych niż wymienione kompleksów opłaszczających, jak ma to miejsce na przykład w transporcie syntazy chitynowej z aparatu Golgiego do błony komórkowej.
Istnieją także pęcherzyki transportujące nieopłaszczone, a także pęcherzyki nieopłaszczone nie pełniące funkcji transportowych (lizosom).